# Aufklärungsquote
Als Aufklärungsquote (AQ) der Polizei bezeichnet man das Verhältnis der Fälle, in denen ein Tatverdächtiger ermittelt werden konnte, zu den insgesamt erfassten Straftaten.

## Deutschland
In Deutschland wird die Aufklärungsquote für Straftaten im Berichtszeitraum, der regelmäßig ein Jahr beträgt, anhand der polizeilichen Kriminalstatistik (PKS) ermittelt. Aufgeklärt heißt dabei, dass nach polizeilicher Einschätzung ein Tatverdächtiger mit hinreichendem Tatverdacht ermittelt wurde, unbeschadet der Frage, ob der Tatverdächtige von der Justiz angeklagt oder verurteilt wird. Unberücksichtigt bleibt die Dunkelziffer.
Durchaus möglich sind durch die polizeiliche Erfassung von Fällen des Vorjahres Aufklärungsquoten oberhalb von 100 %.
Kontrolldelikte haben erkennungsbedingt eine hohe Aufklärungsquote, aber auch ein großes Dunkelfeld.
|                      | 2011 | 2012 | 2013 | 2014 | 2015 | 2016 | 2017 | 2018 | 2019 | 2020 | 2021 | 2022 | 2023 | 2024 |
| -------------------- | ---- | ---- | ---- | ---- | ---- | ---- | ---- | ---- | ---- | ---- | ---- | ---- | ---- | ---- |
| Straftaten insgesamt | 54,7 | 54,4 | 54,5 | 54,9 | 56,3 | 56,2 | 57,1 | 57,7 | 57,5 | 58,4 | 58,7 | 57,3 | 58,4 | 58,0 |

Hohe Aufklärungsquoten (2019):
- Straftaten gegen das Aufenthalts-, Asyl- und Freizügigkeitsgesetz 98,9 %
- Veruntreuungen 98,1 %
- Begünstigung, Strafvereitelung, Hehlerei und Geldwäsche 94,3 %
- Mord, Totschlag 94 %
- Rauschgiftdelikte 92,5 %
- (vorsätzliche leichte) Körperverletzung 90,7 %
- Beleidigung 89,8 %
- Freiheitsberaubung 88,6 %
- gefährliche / schwere Körperverletzung 82,9 %
- Urkundenfälschung 81,4 %

Niedrige Aufklärungsquoten (2019):
- Straftaten gegen die Umwelt 55,9 %
- Brandstiftung 47,8 %
- Unterschlagung 46,7 %
- Diebstahl ohne erschwerende Umstände 40,3 %
- Diebstahl von Kraftwagen 28,8 %
- Sachbeschädigung 25,2 %
- Wohnungseinbruchsdiebstahl 17,4 %
- Diebstahl unter erschwerenden Umständen 14,8 %
- Diebstahl von Fahrrädern 9,3 % (2023)
- Taschendiebstahl 6 % (2023)

## Schweiz
| Jahr | Gesamtzahl | aufgeklärt | Prozentsatz |
| ---- | ---------- | ---------- | ----------- |
| 2011 | 559.877    | 149.005    | 26,61       |
| 2012 | 611.903    | 166.573    | 27,22       |
| 2013 | 575.138    | 166.373    | 28,93       |
| 2014 | 526.066    | 160.262    | 30,46       |
| 2015 | 487.611    | 155.874    | 31,97       |
| 2016 | 467.731    | 165.109    | 35,30       |
| 2017 | 439.001    | 158.009    | 35,99       |
| 2018 | 432.754    | 163.857    | 37,86       |

## Österreich
| Gesamtzahl | aufgeklärt | Prozentsatz |
| ---------- | ---------- | ----------- |
| 472.981    | 224.665    | 52,5        |

## Quelle
- Polizeiliche Kriminalstatistik 2008